# Last Chaos
Last Chaos (з англ. Останній хаос) — умовно-безкоштовна багатокористувацька рольова гра (MMORPG), розроблена корейською компанією Barunson Games. У Росії гру видає компанія Gamigo, відкрите бета-тестування російської версії гри почалося 3 червня 2009 року. 29.07.2014 компінія Gamigo отримало ліцензію на товарний асортимент російських серверів, передача була здійснена 31.07.2014.

## Сюжет
Дія гри проходить у вигаданому світі Айріс, який після протистояння богів занурився в хаос і розруху. Гравцеві належить вирішити на чиїй стороні боротися: на боці Світла, підтримавши Аполлона, або ж вступити до лав Ереса і знищити Айріс заради власної вигоди.

## Ігровий процес

### Особливості гри
- Створена додаткова система підземель, які гравець може проходити поодинці. Не потрібно шукати групу і діяти в команді заради проходження.
- У гільдії є можливість оголосити війну другий гільдії, що створює набагато більше PvP ситуацій. Разом з цим інші гравці можуть робити ставки на переможця.
- Планувалося, що під час битви кожен помах зброї зачіпатиме всіх, хто знаходиться на його шляху. Варто звертати на це особливу увагу і вести гру обережніше. Так і не було реалізовано (існують масові та одиночні уміння).
- Можливість брати участь у облогах замків, де бере участь велика кількість людей. Під час облог одна сторона намагається захистити свій замок, а ворог намагається взяти його.
- Гравець може не тільки вибивати предмети, а й створювати їх самостійно для подальшого використання або ж для продажу і отримання фінансової вигоди.

### Класи персонажів
- Лицар [Архівовано 10 квітня 2022 у Wayback Machine.]
  - Королівський лицар
  - Лицар-тамплієр
- Маг [Архівовано 8 серпня 2020 у Wayback Machine.]
  - Чарівниця
  - Відьма
- Жриця [Архівовано 10 квітня 2022 у Wayback Machine.]
  - Лучниця
  - Цілителька
- Титан [Архівовано 17 березня 2022 у Wayback Machine.]
  - Майстер битв
  - Горець
- Розбійниця [Архівовано 4 березня 2016 у Wayback Machine.]
  - Арбалетчіца
  - Вбивця
- Чаклун [Архівовано 10 квітня 2022 у Wayback Machine.]
  - Повелитель матерії
  - Повелитель стихії
- Містик [Архівовано 10 квітня 2022 у Wayback Machine.]

- Бандитка [Архівовано 31 березня 2022 у Wayback Machine.]
  - Мародер
  - Нальотчиця
- Медиум [Архівовано 12 квітня 2022 у Wayback Machine.]
  - Архимаг
  - Оракул

### Інформація про сервери
1. Катар є найстарішою групою серверів, яка з'явилася з дня відкриття гри в липні 2009 року. Тут як і на Азурі саме багато великих рівнів. Економіка в даний момент не дуже стабілізована через оновлення, але незабаром повинна стабілізуватися. На Катарі йдуть великі війни гільдій так що нудьгувати не доводитися.
2. Азура з'явилась у серпні 2009 року і є 2 сервером за рахунком. На ньому так само як і на Катарі існує 6 субсерверов. Як і на Катарі тут найвищі рівні гри, але так само економіка не стабільна. Тут ведуться війни гільдій як і на Катарі і за своїм характером схожі.
3. Лікорн. Цей сервер був об'єднаний у вересні 2012 року з двох серверів Лабрис та Сарісса. Нагадаю сервер Сарісса створили в листопаді 2009 року. А сервер Лабрис був створений в жовтні 2010 року.
4. Еспада наймолодший з серверів і є «рекомендованим» для новачків. Відкритий був у вересні 2012 року

### Локації
- Юнона
  - Храм Велпистів
  - Копі Евані
- Дратан
  - Храм Прокіон
  - Гробниця Тео
  - Храм Забуття
- Мерак
  - Темница Мааргадума
  - Туманний каньйон
- Егея
  - Загублений храм
  - Вежа Хаосу
  - Печери Флорема
- Стрейяна
  - Долина випробувань
- Леддар
- Аскадія (Модштайн)
  - Капелла
  - Темна гора
- Тарна
  - Лабораторія казрогана
- Аскадія

### Вихованці
- Перший тип вихованців
  - Дракони
  - Скакуни
- Другий тип вихованців
  - Щекотка
  - Царапка

- Третій тип вихованців
  - Білий ведмідь
  - Ягуар
  - Панда

- Четвертий тип вихованців
  - Жеребець за спеціалізацію
  - Кінь Хаосу
  - Кінь Ласта
  - Суккуб
  - Інккуб
  - Ящірка
  - Орел
  - Василіск
  - Огнеліск
  - Беркут
  - Кошеня Лео
  - Слоненя
  - Соколенок Кон
  - Панда Тедді
  - Левеня Тао
  - Ящірка Егон